# Le Massacre des Sioux
Pour plus de détails, voir Fiche technique et Distribution.
Le Massacre des Sioux (titre original : The Great Sioux Massacre) est un film américain de Sidney Salkow sorti en 1965.

## Synopsis
À la fin du XIXe siècle, la Cour martiale de Washington ouvre un procès mettant en cause le général Custer, qui est mort en combat, le commandant Reno et le capitaine Benteen. Tous trois sont accusés d'avoir fait échouer une expédition militaire visant à combattre les Sioux.

## Fiche technique
- Titre original : The Great Sioux Massacre
- Réalisation : Sidney Salkow
- Scénario : Fred C. Dobbs d'après une histoire de Sidney Salkow et Marvin A. Gluck
- Directeur de la photographie : Irving Lippman
- Montage : William Austin
- Musique : Emil Newman et Edward B. Powell
- Costumes : Frank Tauss
- Production : Leon Fromkess
- Genre : Western
- Pays de production :  États-Unis
- Durée : 91 minutes (1 h 31)
- Date de sortie :
  - États-Unis : 1er septembre 1965
  - France : 27 avril 1966

## Distribution
- Joseph Cotten (VF : Raymond Loyer) : commandant Marcus Reno
- Darren McGavin (VF : Jacques Thébault) : capitaine Frederick William « Bill » Benteen
- Philip Carey (VF : Jean-Claude Michel) : colonel George Armstrong Custer
- Julie Sommars : Caroline Reno
- Nancy Kovack (VF : Michèle Montel) : Elizabeth « Libbie » Custer Bacon
- John Matthews (VF : Jacques Deschamps) : Dakota
- Frank Ferguson (VF : Jean-Henri Chambois) : général Alfred Howe Herry
- John Napier (VF : Claude D'Yd) : capitaine Thomas « Tom » Custer
- Michael Pate : Sitting Bull
- Iron Eyes Cody (VF : René Bériard) : Crazy Horse
- Blair Davies (VF : Maurice Dorléac) : l'officier présidant la commission d'enquête
- Boyd Red Morgan (VF : Lucien Bryonne) : le sergent télégraphiste
- Don Haggerty (VF : Pierre Leproux) : le sénateur James G. Blaine
- William Tannen (VF : Jean Violette) : le chef de la bande dépossédant les indiens de leurs terres